# Mausolée de Frédéric III
Le mausolée de Frédéric III est un tombeau monumental situé dans la cathédrale Saint-Étienne de Vienne. Plusieurs artistes se sont succédé sur cette œuvre imposante : Nicolas de Leyde exécute partie supérieure du sarcophage avec le gisant de 1467 à sa mort en 1473 ; le travail est ensuite poursuivit par Max Valmet puis Michael Tichter, qui achève le monument en 1513. Mort en 1493, l’empereur Frédéric III n’a par conséquent jamais vu son tombeau achevé, bien qu’il ait planifié sa réalisation dès 1463.

## Histoire
En 1463, l’empereur Frédéric III invite le sculpteur réputé Nicolas de Leyde, résidant à Strasbourg, à venir à la cour impériale. Celui-ci refuse et même la tentative de l’empereur de passer par l’intercession du Magistrat de Strasbourg reste vaine. L’empereur fait une nouvelle demande le 5 juin 1467, cette fois sous la forme d’un ordre, afin qu’il vienne exécuter des pierres tombales. Cette demande impérative est probablement lié à l’état de santé de l’impératrice, alors très malade. Le 3 août Nicolas de Leyde promet solennellement au Magistrat de se rendre en Autriche dans un mois et il arrive à Wiener à Wiener Neustadt à la fin de l’été 1467. L’impératrice meurt toutefois avant ou peu après l’arrivé du sculpteur à Wiener Neustadt,.
Bien que le tombeau de l’impératrice lui ait été commandé, Nicolas de Leyde n’en réalise lui-même que le dessin, l’exécution étant confiée à un membre de son atelier. Cela laisse à penser qu’il s’est immédiatement consacré à plein temps au tombeau de l’empereur. Le 2 juin 1469, Ulrich III von Nussdorf, évêque de Passau et archichancelier, reçoit l’ordre de verser au sculpteur deux cents florins pour les travaux effectués et futurs. Lorsque Nicolas de Leyde meurt en 1473, il n’a vraisemblablement achevé que la dalle sommitale. Il n’y a aucune information sur la poursuite du projet dans les années qui suivent : le premier sculpteur à être à nouveau mentionné en lien avec le chantier est Max Valmet en 1478. L’année suivante, la dalle est déplacée à plusieurs reprises, d’abord d’un lieu indéterminé à Vienne, puis quelques mois plus tard de Vienne à Wiener Neustadt. À cette époque, Frédéric III est en guerre avec le roi de Hongrie Matthias Corvin, qui menace Vienne ; il est donc probable que la dalle ait été déplacée pour la mettre à l’abri. Une fois à Wiener Neustadt, elle est placée dans l’église du Neukloster.
En juillet 1493, la dalle est transférée une nouvelle fois à Vienne. Bien que Frédéric III, alors mourant, puisse avoir été à l’origine de ce déplacement, l’idée provient plus vraisemblablement de son fils et héritier Maximilien. Les travaux sur le tombeau reprennent en effet après 1493 et sont confiés à Michael Tichter, qui modifie le projet d’origine pour le rendre plus imposant. Cela correspond probablement à une volonté de Maximilien de renforcer l’image des Habsbourg et à ses propres goûts, lui-même se faisant construire quelques années plus tard un mausolée monumental. Le chantier se prolonge encore vingt ans et voit l’adjonction d’un grand socle et d’une balustrade. Le tombeau est achevé en 1513 et les ossements de Frédéric III, qui était inhumé jusque-là dans la crypte de la cathédrale, y sont transférés en grande pompe le 12 novembre.